# Hardcore Gamer (magazine)
Pour le terme désignant un joueur passionné, voir Hardcore gamer.
 (décembre 2018).
Si vous disposez d'ouvrages ou d'articles de référence ou si vous connaissez des sites web de qualité traitant du thème abordé ici, merci de compléter l'article en donnant les références utiles à sa vérifiabilité et en les liant à la section « Notes et références ».
Hardcore Gamer est un magazine de jeux vidéo américain en ligne créé par Steve Hannley. Fondé en 2005, Hardcore Gamer a publié 36 numéros avant de passer à un format seulement en ligne.